# إيرنيستو إسترادا
إيرنيستو إسترادا (7 نوفمبر 1949 - 16 مايو 2015 بلوس أنجلوس في الولايات المتحدة) هو لاعب كرة سلة فلبيني في مركز هجوم صغير الجسم. لعب مع سان ميغيل بيرمن.